# Királd
Királd je obec v Maďarsku na severozápadě župy Borsod-Abaúj-Zemplén v okresu Putnok poblíž města Ózd v Bukových horách. K 1. lednu 2015 zde žilo 785 obyvatel.

## Historie
První písemná zmínka o obci pochází z roku 1246, kdy obec patřila opatství Bélapátfalva.
Obec byla v 16. století zničena prvně Turky a potom epidemií moru, čímž se obec na několik let stala neobydlenou.
V roce 1826 byl postaven nový římskokatolický kostel, který nahradil původní z roku 1768. Kostel je jedinou atrakcí obce.
Od roku 1982 do 90. let, 20. století patřila obec nedalekému městu Putnok.

## Geografie
Obec se nachází asi 6 km jihozápadně od okresního města Putnok a asi 7 km severozápadně od okresního města Ózd. Od města s župním právem Miškovec se nachází asi 35 km jihovýchodně.
Obcí dále protéká potok Királd. Obec se nachází v Bukových horách ve výšce 193 m n. m.

## Doprava
Do obce se dá dostat silnicí z Ózdu a Putnoku. Dále zde prochází železniční trať Eger – Putnok, na které se nachází zastávka Királd (původně stanice). Vlaky zde však od roku 2009 nejezdí, a to v úseku Szilvásvárad – Putnok.